# Seriatopora dentritica
Seriatopora dentritica är en korallart som beskrevs av Veron 2002. Seriatopora dentritica ingår i släktet Seriatopora och familjen Pocilloporidae. Inga underarter finns listade i Catalogue of Life.